# Guvernul Marcel Ciolacu (1)
Guvernul Marcel Ciolacu (1) a exercitat puterea executivă în România începând cu 15 iunie 2023 și până la 23 decembrie 2024 Condus de politicianul Marcel Ciolacu, guvernul a fost alcătuit din partidele politice Partidul Social Democrat (PSD) și Partidul Național Liberal (PNL).

## Descriere
Guvernul Marcel Ciolacu (1) a fost un guvern supermajoritar, alcătuit de  Coaliția Națională pentru România, compusă, la rându-i, de partidele politice parlamentare Partidul Social Democrat (PSD) și Partidul Național Liberal (PNL). Coaliția este reprezentată în Parlamentul României de 289 de deputați și senatori (62% dintre toți parlamentarii).

## Istoric
În ziua de 12 iunie 2023, în cadrul coaliției, a început procedura de alternanță la guvernare, prin demisia prim-ministrului Nicolae-Ionel Ciucă.
Pe 13 iunie 2023, Marcel Ciolacu a fost desemnat de președintele României să formeze guvernul.
Pe 14 iunie 2023, miniștrii propuși de Marcel Ciolacu au fost avizați favorabil.
Pe 15 iunie 2023, Camera Deputaților a României și Senatul României s-au întrunit în plen comun pentru a acorda votul de încredere acestui guvern.
Alfred Simonis a devenit succesorul interimar lui Ciolacu în funcția de președinte al Camerei Deputaților a României, în timp ce Nicolae Ciucă a devenit președintele Senatului României.
Pe 13 iulie 2023, Marius Budăi a demisionat din funcția de ministru al muncii, din cauza scandalului azilelor de bătrâni din Voluntari, interimatul a fost asigurat de către viceprim-ministrul Marian Neacșu.
Pe 14 iulie 2023, la o zi după demisia lui Budăi, Gabriela Firea a demisionat din funcția de ministru al Familiei, în urma ororilor în azilul de bătrâni din Voluntari.
Pe 19 iulie 2023, la o săptămână după plecarea lui Budăi de la Ministerul Muncii și după demisia lui Firea de la Ministerul Familiei, Simona Bucura a devenit noul ministru al muncii, în locul lui Marius Budăi și Natalia Intotero a devenit noul ministru al familiei, în locul Gabrielei Firea.
În urma negocierilor dupa Alegerile parlamentare din 1 decembrie 2024, Guvernul Marcel Ciolacu (1), a fost înlocuit de Guvernul Marcel Ciolacu (2), la data de 23 decembrie 2024.

## Componența
| Minister                                                    | Nume                  | Partid | În funcție din    | Până la           |
| ----------------------------------------------------------- | --------------------- | ------ | ----------------- | ----------------- |
| Prim-ministru                                               | Marcel Ciolacu        | PSD    | 15 iunie 2023     | 23 decembrie 2024 |
| Viceprim-ministru                                           | Marian Neacșu         | PSD    | 15 iunie 2023     | 23 decembrie 2024 |
| Viceprim-ministru                                           | Cătălin Predoiu       | PNL    | 15 iunie 2023     | 23 decembrie 2024 |
| Secretar general                                            | Mircea Abrudean       | PNL    | 15 iunie 2023     | 23 decembrie 2024 |
| Ministrul afacerilor interne                                | Cătălin Predoiu       | PNL    | 15 iunie 2023     | 23 decembrie 2024 |
| Ministrul afacerilor externe                                | Luminița Odobescu     | PNL    | 15 iunie 2023     | 23 decembrie 2024 |
| Ministru al transporturilor și infrastructurii              | Sorin Grindeanu       | PSD    | 25 noiembrie 2021 | 23 decembrie 2024 |
| Ministrul agriculturii și dezvoltării rurale                | Florin Barbu          | PSD    | 15 iunie 2023     | 23 decembrie 2024 |
| Ministrul apărării naționale                                | Angel Tîlvăr          | PSD    | 31 octombrie 2022 | 23 decembrie 2024 |
| Ministrul cercetării, inovării și digitalizării             | Bogdan-Gruia Ivan     | PSD    | 15 iunie 2023     | 23 decembrie 2024 |
| Ministrul culturii                                          | Raluca Turcan         | PNL    | 15 iunie 2023     | 23 decembrie 2024 |
| Ministrul dezvoltării, lucrărilor publice și administrației | Adrian Veștea         | PNL    | 15 iunie 2023     | 23 decembrie 2024 |
| Ministrul economiei, antreprenoriatului și turismului       | Radu Oprea            | PSD    | 15 iunie 2023     | 23 decembrie 2024 |
| Ministrul educației                                         | Ligia Deca            | PNL    | 3 octombrie 2022  | 23 decembrie 2024 |
| Ministrul energiei                                          | Sebastian Burduja     | PNL    | 15 iunie 2023     | 23 decembrie 2024 |
| Ministrul finanțelor                                        | Marcel Boloș          | PNL    | 15 iunie 2023     | 23 decembrie 2024 |
| Ministrul investițiilor și proiectelor europene             | Adrian Câciu          | PSD    | 15 iunie 2023     | 23 decembrie 2024 |
| Ministrul justiției                                         | Alina Gorghiu         | PNL    | 15 iunie 2023     | 23 decembrie 2024 |
| Ministrul muncii și solidarității sociale                   | Marius Budăi          | PSD    | 25 noiembrie 2021 | 13 iulie 2023     |
| Ministrul muncii și solidarității sociale                   | Simona Bucura-Oprescu | PSD    | 19 iulie 2023     | 23 decembrie 2024 |
| Ministrul mediului, apelor și pădurilor                     | Mircea Fechet         | PNL    | 15 iunie 2023     | 23 decembrie 2024 |
| Ministrul sănătății                                         | Alexandru Rafila      | PSD    | 25 noiembrie 2021 | 23 decembrie 2024 |
| Ministrul familiei, tineretului și egalității de șanse      | Gabriela Firea        | PSD    | 25 noiembrie 2021 | 14 iulie 2023     |
| Ministrul familiei, tineretului și egalității de șanse      | Natalia Intotero      | PSD    | 19 iulie 2023     | 23 decembrie 2024 |

Distribuția ministerelor conform afilierii politice este următoarea:
- Partidul Social Democrat (PSD) 9 / 18  + Prim-ministru
 50,00%
- Partidul Național Liberal (PNL) 9 / 18 50,00%

## Proiecte guvernamentale

### Creșteri de taxe și impozite
Premierul Marcel Ciolacu și-a asumat marți, 26.09.2023, în plenul reunit al Parlamentului, răspunderea pentru un pachet cu multiple măsuri fiscale prin Legea 296/2023.

#### Bonurile de masă, taxate cu 10%
Bonurile de masă au parte de o noutate: se va plăti contribuția la sănătate, CASS, (10%) pentru ele.

#### Eliminarea unor facilități pentru angajații din construcții, agricultură și industria alimentară
Angajații din construcții, agricultură și industria alimentară vor plăti CASS în valoare de 10% din salariu.

#### Eliminarea unor facilități pentru angajații din IT
Angajații din IT vor plăti impozitul pe venit pentru suma ce depășete 10.000 de lei. De asemenea, ei vor fi scutiți de plata contribuției la Pilonul II de pensii, in sensul că pot opta pentru asta.

#### Băncile vor plăti un impozit suplimentar de 2% pe cifra de afaceri
În cazul băncilor se introduce un impozit suplimentar, pe lângă cel pe profit, de:
- 2%, pentru perioada 1 ianuarie 2024 – 31 decembrie 2025 inclusiv;

- 1%, începând cu data de 1 ianuarie 2026

#### Impozit suplimentar pentru companiile din sectoarele petrol și gaze naturale
Se introduce un impozit suplimentar de 0,5% și pentru companiile de petrol și gaze cu o cifră de afaceri de peste 50 milioane euro.

#### Creșterea taxelor pentru unele companii mici
Se modifică taxarea microîntreprinderilor. Astfel, cota de impozitare se va tripla, de la 1% la 3% pentru microîntreprinderile care:
1. realizează venituri peste 60.000 euro; sau
2. desfășoară activități, principale sau secundare în anumite coduri CAEN, specificate în lege.

#### Companiile mari vor avea un impozit de 1% pe cifra de afaceri, dacă cel pe profit este „prea mic”
Companiile mari (cu cifra de afaceri de peste 50 milioane euro) vor plăti un impozit de 1% pe cifra de afaceri dacă cel pe profit (de 16%) este mai mic. Există anumite excepții sau deduceri.

#### TVA majorat la anuite produse și servicii
Se majorează de la 5% la 9% pentru:
- livrarea de locuințe sociale

- livrarea de locuințe care au o suprafață utilă de maximum 120 mp, exclusiv anexele gospodărești, a căror valoare, inclusiv a terenului pe care sunt construite, nu depășește suma de 600.000 lei

- livrarea și instalarea de panouri fotovoltaice, panouri solare termice, pompe de căldură și alte sisteme de încălzire de înaltă eficiență

- serviciile constând în permiterea accesului la bâlciuri, parcuri de distracții și parcuri recreative, târguri, expoziții, cinematografe și evenimente culturale, cu anumite excepții
- livrarea alimentelor de înaltă valoare calitativă, respectiv produse  montane, eco, tradiționale, autorizate de Ministerul Agriculturii și  Dezvoltării Rurale. Livrarea acestor alimente va fi însoțită de copia documentului de recunoaștere/atestare/certificare eliberat de  autoritatea competentă, cu excepția livrării efectuate către consumatorul final.

Se majorează de la 5% la 19% TVA pentru:
- sălile de fitness

### Limitarea unor plăți în numerar
Tot prin Legea 296/2023 Guvernul a impus mai multe plafoane de plăți pentru cumpărăturile făcute de persoanele fizice și juridice. După multiple nemulțumiri apărute atât în rândul persoanelor fizice cât și al firmelor, Guvernul a renunțat la cele mai multe dintre plafoanele adoptate inițial.

## Legături externe
- Miniștrii Guvernului României

| Precedat(ă) de: Guvernul Nicolae Ciucă | Guvernul Marcel Ciolacu (1) 15 iunie 2023 — 23 decembrie 2024 | Succedat(ă) de: Guvernul Marcel Ciolacu (2) |